# The Tunnel (sèrie de televisió)
The Tunnel (estrenada a França amb el títol Tunnel) és una sèrie de televisió francobritànica coproduïda pel canal francès Canal+ i el britànic Sky Atlantic. La sèrie és protagonitzada per Stephen Dillane en el paper del detectiu britànic Karl Roebuck i Clémence Poésy com la detectiu francesa Elise Wassermann. La trama segueix als dos detectius que treballen junts per trobar l'assassí d'una política francesa, el cos de la qual és trobat just al punt mig del túnel subterrani que uneix França amb el Regne Unit a través del canal de la Mànega.

## Producció
La sèrie, adaptació anglofrancesa de la sèrie original escandinava Bron/Broen, va ser anunciada per primera cop el gener de 2013. La sèrie de deu episodis havia de ser una coproducció entre la cadena britànica Sky Atlantic i la cadena francesa Canal+. La directora de Sky Atlàntic, Elaine Pyke, va encarregar-la amb la intenció d'establir el canal com una llar per als drames britànics després de l'emissió de les sèries dramàtiques com  Hit & Miss i Falcón. Degut a la configuració de la sèrie, el diàleg es parla tant en anglès com en francès. Això faria de The Tunnel la primera sèrie britànica i francesa bilingüe.
El pressupost de la sèrie s'ha estimat al voltant d'uns 15 milions de lliures.

## Localització
La filmació va començar al febrer de 2013 i va concloure a l'agost de 2013, tenint lloc a diferents localitzacions de la localitat de Kent (dins les instal·lacions de l'Eurotúnel, Connaught Barracks, Discovery Park, Folkestone Harbour, The Turner Contemporary, Westwood Cross Shopping Centre) així com a les localitats de Folkestone, Dover i Margate. Mentre que al nord de França es va filmar a les localitats de Boulogne-sur-Mer, Calais i Dunkerque.

## Argument

### Primera temporada
La troballa del que en un principi sembla el cadàver d'una política dins les instal·lacions de l'Eurotúnel que connecta les localitats de Coquelles a França i Folkestone al Regne Unit es converteix en un cas més complicat el descobrir-se que correspon a dues dones diferents. El cos, col·locat expressament just a la divisòria entre els dos països fa que s'assigni l'inspector en cap Karl Roebuck, britànic, i la inspectora francesa Elise Wassermann per liderar la investigació. L'autoria del crim és assumida per una persona que s'autoanomena el "terrorista de la veritat", el qual diu que vol cridar l'atenció sobre els problemes socials que pateixen els dos països.

### Segona temporada
Després de la resolució del cas del "terrorista de la veritat" i que va comportar la mort del fill gran de l'inspector Karl Roebuck, la situació dels dos inspectors va canviar. La francesa Elise Wassermann fou ascendida, mentre que la de l'inspector britànic va fer un pas enrere. Però tots dos tornen a treballar junts a partir de la desaparició d'una parella de científics francesos dins l'Eurotúnel i l'estavellament en estranyes circumstàncies d'un avió que realitza el vol entre Londres i París davant les costes angleses.

## Repartiment
Principal
- Stephen Dillane com l'inspector en cap Karl Roebuck de la policia de Northbourne (l'equivalent fictici de la policia local de Kent), un detectiu madur acostumat a sortir-se amb la seva. El seu paper és l'equivalent al del detectiu danès Martin Rohde, interpretat per Kim Bodnia, a la sèrie original Bron/Broen i que comparteixen algunes característiques, però que difereixen en certs aspectes; per exemple, Karl és més educat.[6][7][8]
- Clémence Poésy com la capitana Elise Wassermann, detectiu francesa i l'antítesi de Karl Roebuck. El paper de Wasserman és l'equivalent al de la detectiu sueca Saga Norén, interpretat per Sofia Helin, a la sèrie original Bron/Broen. En aquest cas comparteixen gestos similars, incloent-hi la conducció del mateix cotxe, un Porsche 944, buscar homes per tenir sexe casual i exhibir un comportament coherent amb la síndrome d'Asperger[6][9]
- Thibault de Montalembert com Olivier Pujol, antic cap de la policia local de Calais.
- Cédric Vieira com Phillipe Viot, oficial de policia.
- Angel Coulby com Laura Roebuck, periodista i dona de l'inspector en cap Karl Roebuck.

A la primera temporada
- Jack Lowden com Adam Roebuck
- Sigrid Bouaziz com Cécile Cabrillac
- Tobi Bakare com la detectiu Chuks Akinade
- Tom Bateman com Danny Hillier
- Joseph Mawle com Stephen Beaumont
- James Frain com Kieran Ashton
- Keeley Hawes com Suze Beaumont

A la segona temporada
- William Ash com el detectiu Boleslaw Borowski, àlies 'BB'
- Johan Heldenbergh com Robert Fournier
- Hannah John-Kamen com Rosa Persaud
- Laura De Boer com Eryka Klein
- Stanley Townsend com Mike Bowden
- Emilia Fox com Vanessa Hamilton
- Clarke Peters com Sonny Persaud
- Con O'Neill com Neal Gray

## Banda sonora
La música del tema d'obertura és The End of Time de Dominik Moll i Adrian Johnston, i interpretada per la cantant anglofrancesa Charlotte Gainsbourg.